# Orewa
Orewa est une banlieue d'Auckland, la plus grande ville du pays, une ville située sur la côte des Hibiscus, dans le district de Rodney, dans l'Île du Nord de la Nouvelle-Zélande.

## Situation
Elle siège sur la côte des Hibiscus, juste au nord de la base de la péninsule de Whangaparaoa et à 40 kilomètres au nord du centre de la cité d’Auckland.

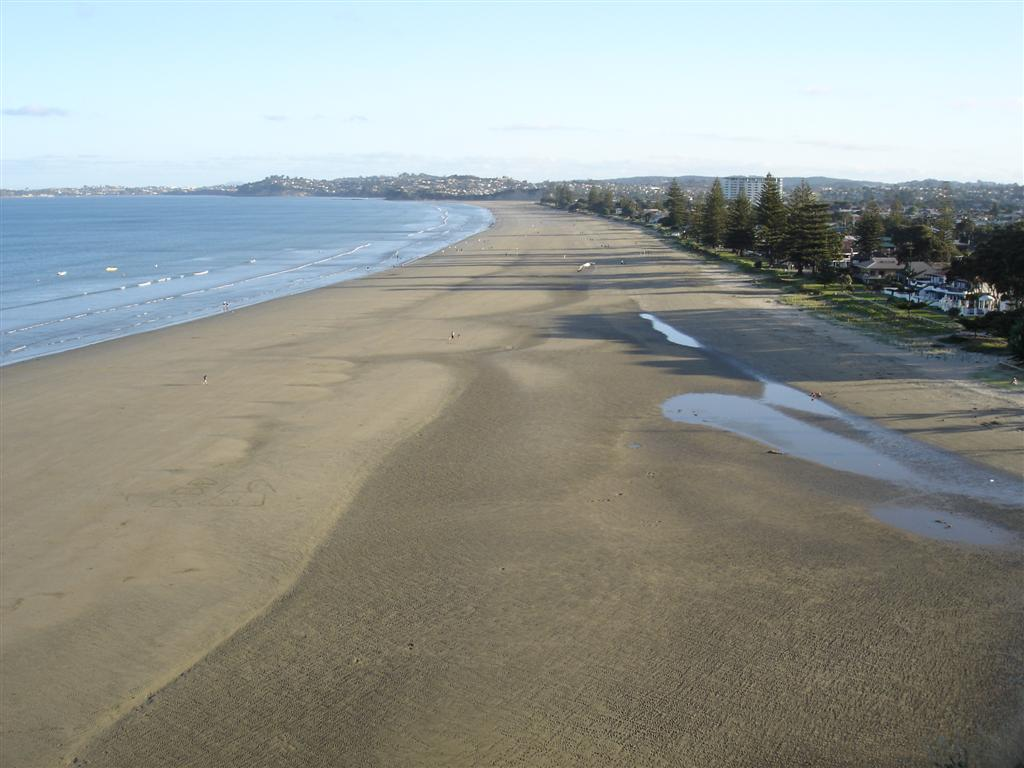
Plage d'Orewa.

## Population
La population d’Orewa était 8 523 habitants lors du recensement de 2013 en Nouvelle-Zélande, en augmentation de 1 197 habitants par rapport à celui de 2006 .
C’est une destination populaire pour les vacances.
Orewa est aussi considérée comme l’une des zones en croissance la plus rapide de Nouvelle-Zélande et une des plus chères pour y acheter une maison .

## Accès
La autoroute northern, fait partie du trajet de la State Highway 1/S H 1, qui passe juste à l’intérieur des terres par rapport à Orewa et s’étend à travers les 2 tunnels de «Johnston Hill» près de la ville de  Puhoi.

## Gouvernance
Orewa était administrée comme une partie du district de Rodney pendant deux décades, jusqu’à ce qu’elle soit incorporée dans le Conseil d’Auckland plus étendu en octobre 2010.

## Paysages et caractéristiques
Les endroits notables de la ville comprennent : 
- Le centre de la communauté d‘Orewa.
- Le centre de la jeunesse (comprenant un skate park)
- L"Orewa Surf Life-Saving Club"
- Le Centre de stages de Théâtre
- La water fountains avec l’éclairage du trafic sur la principale rue.
- Le Nautilus : un complexe d’appartements.
- La statue de Sir Edmund Hillary
- = Alice Eaves Scenic (réserve) ("Eaves Bush")
- Le pont d’Orewa
- Le Centre d’Arts de l’Estuaire [3]
- La mangroves
- La Société théosophique
- L’ancien bâtiment du “Rodney District Council construit sur “Centreway Road”
- Le Centre d’Orewa « Arts et d’Évènements» .
- Le fleuve  Orewa
- Le Centre de la Communauté d´Hibiscus Coast

La plage d’Orewa est l’une des plus longues (3 km) et les plus sûres de la région d’Auckland.
L‘un des évènements les plus notables, qui se déroulent sur la plage est le “Orewa Big Dig». C’est un événement annuel organisé par le 'Lions Club' local, où les enfants creusent le sable pour gagner des prix.Tous les gains sont donnés à un groupe de la communauté locale .
- Le centre Communautaire d'Orewa [5] est localisé au niveau de « Orewa Square ». C’est aussi le centre de la Communauté d'Hibiscus [6] qui est localisé au ' 214E Hibiscus Coast Highway'.

## Éducation
- L'école d’ « Orewa District High School » fut fondée en 1956.

En 1974, l'école fut scindée en « Orewa Primary School » et « Orewa College ».
- L' « Orewa North Primary School» fut fondée en 1978, et une autre école primaire à ouverte à Red Beach vers le sud en 1988 [7].

- Le collège d’Orewa (en) est une école secondaire allant de l’année 7 à 13 avec un taux de décile de 9 et un effectif de 1 696 élèves [8].

L’école primaire d’Orewa, l’école primaire d’Orewa North et l’école primaire de Red Beach contribuent toutes trois au primaire allant de l’année 1 à 6, toutes avec un taux de décile de 8 et un effectif respectivement de 214 élèves  et 320 élèves .
Ces trois écoles sont mixtes.

## Parc Puriri
En 2005, le parc Puriri, qui était très réputé localement, et situé au pied de la forêt de la réserve d’Alice (en) (Eaves Scenic ou Eaves Bush), fut vendu pour plus de 2 000 000 $. 
Il fut subventionné avec 450 millions $ de développement prévu, pour former le Park de Kensington (en), pour répondre à l’augmentation rapide de la demande de logements dans le secteur d’Orewa et des alentours. 
Ceci a bouleversé les anciens résidents locaux dans la mesure où ils regardaient l’ancien parc comme une zone populaire pour y profiter des vacances et y voyaient le développement comme le signe de l’extension future de la ville d’Orewa.
Toutefois les promoteurs furent mis en liquidation judiciaire en septembre 2008 après avoir terminé moins de 10 % des 750 maisons planifiées .